# Paraneoptera
Super-ordre
Les Paraneoptera (paranéoptères), anciennement nommés Hemipteroidea (hémiptéroïdes), sont un super-ordre d'insectes, de la sous-classe des ptérygotes, infra-classe des néoptères.

## Caractéristiques
Ces espèces sont caractérisées par :
- des ailes généralement indépendantes ;
- un champ jugal possédant une seule nervure ;
- des pièces buccales habituellement de type piqueur ;
- des tarses des pattes avec au plus trois articles ;
- des cerques rudimentaires ou inexistants ;
- un développement généralement de type paurométabole, avec des passages vers l'holométabolie.

## Ordres
Six ordres, traditionnellement, appartiennent à cette catégorie (sous-section des néoptères) :
- psocoptères : psoques ou poux des livres,
- phthiraptères, comportant :
  - mallophages : ricins,
  - anoploures : poux,
- hémiptères, comportant :
  - homoptères (ancien sous-ordre) : cigales, cicadelles, psylles, aleurodes, pucerons, cochenilles,
  - hétéroptères : nèpes, ranatres, notonectes, punaises, hydromètres,
- thysanoptères : thrips.

Cladogramme :
|  | Sphaeropsocidae                                                                        |
|  |                                                                                        |
|  | \| \| Liposcelididae (poux de livre) \| \| \| \| \| \| Phthiraptera (poux) \| \| \| \| |
|  |                                                                                        |
|  | Liposcelididae (poux de livre)                                                         |
|  |                                                                                        |
|  | Phthiraptera (poux)                                                                    |
|  |                                                                                        |

|  | Liposcelididae (poux de livre) |
|  |                                |
|  | Phthiraptera (poux)            |
|  |                                |

|  | Sphaeropsocidae                                                                        |
|  |                                                                                        |
|  | \| \| Liposcelididae (poux de livre) \| \| \| \| \| \| Phthiraptera (poux) \| \| \| \| |
|  |                                                                                        |
|  | Liposcelididae (poux de livre)                                                         |
|  |                                                                                        |
|  | Phthiraptera (poux)                                                                    |
|  |                                                                                        |

|  | Liposcelididae (poux de livre) |
|  |                                |
|  | Phthiraptera (poux)            |
|  |                                |

|  | Sphaeropsocidae                                                                        |
|  |                                                                                        |
|  | \| \| Liposcelididae (poux de livre) \| \| \| \| \| \| Phthiraptera (poux) \| \| \| \| |
|  |                                                                                        |
|  | Liposcelididae (poux de livre)                                                         |
|  |                                                                                        |
|  | Phthiraptera (poux)                                                                    |
|  |                                                                                        |

|  | Liposcelididae (poux de livre) |
|  |                                |
|  | Phthiraptera (poux)            |
|  |                                |

|  | Sphaeropsocidae                                                                        |
|  |                                                                                        |
|  | \| \| Liposcelididae (poux de livre) \| \| \| \| \| \| Phthiraptera (poux) \| \| \| \| |
|  |                                                                                        |
|  | Liposcelididae (poux de livre)                                                         |
|  |                                                                                        |
|  | Phthiraptera (poux)                                                                    |
|  |                                                                                        |

|  | Liposcelididae (poux de livre) |
|  |                                |
|  | Phthiraptera (poux)            |
|  |                                |

|  | Sphaeropsocidae                                                                        |
|  |                                                                                        |
|  | \| \| Liposcelididae (poux de livre) \| \| \| \| \| \| Phthiraptera (poux) \| \| \| \| |
|  |                                                                                        |
|  | Liposcelididae (poux de livre)                                                         |
|  |                                                                                        |
|  | Phthiraptera (poux)                                                                    |
|  |                                                                                        |

|  | Liposcelididae (poux de livre) |
|  |                                |
|  | Phthiraptera (poux)            |
|  |                                |

|  | Sphaeropsocidae                                                                        |
|  |                                                                                        |
|  | \| \| Liposcelididae (poux de livre) \| \| \| \| \| \| Phthiraptera (poux) \| \| \| \| |
|  |                                                                                        |
|  | Liposcelididae (poux de livre)                                                         |
|  |                                                                                        |
|  | Phthiraptera (poux)                                                                    |
|  |                                                                                        |

|  | Liposcelididae (poux de livre) |
|  |                                |
|  | Phthiraptera (poux)            |
|  |                                |

|  | Sphaeropsocidae                                                                        |
|  |                                                                                        |
|  | \| \| Liposcelididae (poux de livre) \| \| \| \| \| \| Phthiraptera (poux) \| \| \| \| |
|  |                                                                                        |
|  | Liposcelididae (poux de livre)                                                         |
|  |                                                                                        |
|  | Phthiraptera (poux)                                                                    |
|  |                                                                                        |

|  | Liposcelididae (poux de livre) |
|  |                                |
|  | Phthiraptera (poux)            |
|  |                                |

|  | Sphaeropsocidae                                                                        |
|  |                                                                                        |
|  | \| \| Liposcelididae (poux de livre) \| \| \| \| \| \| Phthiraptera (poux) \| \| \| \| |
|  |                                                                                        |
|  | Liposcelididae (poux de livre)                                                         |
|  |                                                                                        |
|  | Phthiraptera (poux)                                                                    |
|  |                                                                                        |

|  | Liposcelididae (poux de livre) |
|  |                                |
|  | Phthiraptera (poux)            |
|  |                                |

|                 | Coleorrhyncha |
|                 | |
| Auchenorrhyncha | \| \| Fulgoromorpha (cicadelles) \| \| \| \| \| \| Cicadomorpha (cigales, cicadelles, cercopes, etc) \| \| \| \| |
|                 | \| \| Fulgoromorpha (cicadelles) \| \| \| \| \| \| Cicadomorpha (cigales, cicadelles, cercopes, etc) \| \| \| \| |
|                 | Fulgoromorpha (cicadelles)                                                                                       |
|                 | |
|                 | Cicadomorpha (cigales, cicadelles, cercopes, etc)                                                                |
|                 | |

|  | Fulgoromorpha (cicadelles)                        |
|  |                                                   |
|  | Cicadomorpha (cigales, cicadelles, cercopes, etc) |
|  |                                                   |

|                 | Coleorrhyncha |
|                 | |
| Auchenorrhyncha | \| \| Fulgoromorpha (cicadelles) \| \| \| \| \| \| Cicadomorpha (cigales, cicadelles, cercopes, etc) \| \| \| \| |
|                 | \| \| Fulgoromorpha (cicadelles) \| \| \| \| \| \| Cicadomorpha (cigales, cicadelles, cercopes, etc) \| \| \| \| |
|                 | Fulgoromorpha (cicadelles)                                                                                       |
|                 | |
|                 | Cicadomorpha (cigales, cicadelles, cercopes, etc)                                                                |
|                 | |

|  | Fulgoromorpha (cicadelles)                        |
|  |                                                   |
|  | Cicadomorpha (cigales, cicadelles, cercopes, etc) |
|  |                                                   |

|                 | Coleorrhyncha |
|                 | |
| Auchenorrhyncha | \| \| Fulgoromorpha (cicadelles) \| \| \| \| \| \| Cicadomorpha (cigales, cicadelles, cercopes, etc) \| \| \| \| |
|                 | \| \| Fulgoromorpha (cicadelles) \| \| \| \| \| \| Cicadomorpha (cigales, cicadelles, cercopes, etc) \| \| \| \| |
|                 | Fulgoromorpha (cicadelles)                                                                                       |
|                 | |
|                 | Cicadomorpha (cigales, cicadelles, cercopes, etc)                                                                |
|                 | |

|  | Fulgoromorpha (cicadelles)                        |
|  |                                                   |
|  | Cicadomorpha (cigales, cicadelles, cercopes, etc) |
|  |                                                   |

|                 | Coleorrhyncha |
|                 | |
| Auchenorrhyncha | \| \| Fulgoromorpha (cicadelles) \| \| \| \| \| \| Cicadomorpha (cigales, cicadelles, cercopes, etc) \| \| \| \| |
|                 | \| \| Fulgoromorpha (cicadelles) \| \| \| \| \| \| Cicadomorpha (cigales, cicadelles, cercopes, etc) \| \| \| \| |
|                 | Fulgoromorpha (cicadelles)                                                                                       |
|                 | |
|                 | Cicadomorpha (cigales, cicadelles, cercopes, etc)                                                                |
|                 | |

|  | Fulgoromorpha (cicadelles)                        |
|  |                                                   |
|  | Cicadomorpha (cigales, cicadelles, cercopes, etc) |
|  |                                                   |

|                 | Coleorrhyncha |
|                 | |
| Auchenorrhyncha | \| \| Fulgoromorpha (cicadelles) \| \| \| \| \| \| Cicadomorpha (cigales, cicadelles, cercopes, etc) \| \| \| \| |
|                 | \| \| Fulgoromorpha (cicadelles) \| \| \| \| \| \| Cicadomorpha (cigales, cicadelles, cercopes, etc) \| \| \| \| |
|                 | Fulgoromorpha (cicadelles)                                                                                       |
|                 | |
|                 | Cicadomorpha (cigales, cicadelles, cercopes, etc)                                                                |
|                 | |

|  | Fulgoromorpha (cicadelles)                        |
|  |                                                   |
|  | Cicadomorpha (cigales, cicadelles, cercopes, etc) |
|  |                                                   |

|                 | Coleorrhyncha |
|                 | |
| Auchenorrhyncha | \| \| Fulgoromorpha (cicadelles) \| \| \| \| \| \| Cicadomorpha (cigales, cicadelles, cercopes, etc) \| \| \| \| |
|                 | \| \| Fulgoromorpha (cicadelles) \| \| \| \| \| \| Cicadomorpha (cigales, cicadelles, cercopes, etc) \| \| \| \| |
|                 | Fulgoromorpha (cicadelles)                                                                                       |
|                 | |
|                 | Cicadomorpha (cigales, cicadelles, cercopes, etc)                                                                |
|                 | |

|  | Fulgoromorpha (cicadelles)                        |
|  |                                                   |
|  | Cicadomorpha (cigales, cicadelles, cercopes, etc) |
|  |                                                   |

|                 | Coleorrhyncha |
|                 | |
| Auchenorrhyncha | \| \| Fulgoromorpha (cicadelles) \| \| \| \| \| \| Cicadomorpha (cigales, cicadelles, cercopes, etc) \| \| \| \| |
|                 | \| \| Fulgoromorpha (cicadelles) \| \| \| \| \| \| Cicadomorpha (cigales, cicadelles, cercopes, etc) \| \| \| \| |
|                 | Fulgoromorpha (cicadelles)                                                                                       |
|                 | |
|                 | Cicadomorpha (cigales, cicadelles, cercopes, etc)                                                                |
|                 | |

|  | Fulgoromorpha (cicadelles)                        |
|  |                                                   |
|  | Cicadomorpha (cigales, cicadelles, cercopes, etc) |
|  |                                                   |

|                 | Coleorrhyncha |
|                 | |
| Auchenorrhyncha | \| \| Fulgoromorpha (cicadelles) \| \| \| \| \| \| Cicadomorpha (cigales, cicadelles, cercopes, etc) \| \| \| \| |
|                 | \| \| Fulgoromorpha (cicadelles) \| \| \| \| \| \| Cicadomorpha (cigales, cicadelles, cercopes, etc) \| \| \| \| |
|                 | Fulgoromorpha (cicadelles)                                                                                       |
|                 | |
|                 | Cicadomorpha (cigales, cicadelles, cercopes, etc)                                                                |
|                 | |

|  | Fulgoromorpha (cicadelles)                        |
|  |                                                   |
|  | Cicadomorpha (cigales, cicadelles, cercopes, etc) |
|  |                                                   |

|  | Sphaeropsocidae                                                                        |
|  |                                                                                        |
|  | \| \| Liposcelididae (poux de livre) \| \| \| \| \| \| Phthiraptera (poux) \| \| \| \| |
|  |                                                                                        |
|  | Liposcelididae (poux de livre)                                                         |
|  |                                                                                        |
|  | Phthiraptera (poux)                                                                    |
|  |                                                                                        |

|  | Liposcelididae (poux de livre) |
|  |                                |
|  | Phthiraptera (poux)            |
|  |                                |

|  | Sphaeropsocidae                                                                        |
|  |                                                                                        |
|  | \| \| Liposcelididae (poux de livre) \| \| \| \| \| \| Phthiraptera (poux) \| \| \| \| |
|  |                                                                                        |
|  | Liposcelididae (poux de livre)                                                         |
|  |                                                                                        |
|  | Phthiraptera (poux)                                                                    |
|  |                                                                                        |

|  | Liposcelididae (poux de livre) |
|  |                                |
|  | Phthiraptera (poux)            |
|  |                                |

|  | Sphaeropsocidae                                                                        |
|  |                                                                                        |
|  | \| \| Liposcelididae (poux de livre) \| \| \| \| \| \| Phthiraptera (poux) \| \| \| \| |
|  |                                                                                        |
|  | Liposcelididae (poux de livre)                                                         |
|  |                                                                                        |
|  | Phthiraptera (poux)                                                                    |
|  |                                                                                        |

|  | Liposcelididae (poux de livre) |
|  |                                |
|  | Phthiraptera (poux)            |
|  |                                |

|  | Sphaeropsocidae                                                                        |
|  |                                                                                        |
|  | \| \| Liposcelididae (poux de livre) \| \| \| \| \| \| Phthiraptera (poux) \| \| \| \| |
|  |                                                                                        |
|  | Liposcelididae (poux de livre)                                                         |
|  |                                                                                        |
|  | Phthiraptera (poux)                                                                    |
|  |                                                                                        |

|  | Liposcelididae (poux de livre) |
|  |                                |
|  | Phthiraptera (poux)            |
|  |                                |

|  | Sphaeropsocidae                                                                        |
|  |                                                                                        |
|  | \| \| Liposcelididae (poux de livre) \| \| \| \| \| \| Phthiraptera (poux) \| \| \| \| |
|  |                                                                                        |
|  | Liposcelididae (poux de livre)                                                         |
|  |                                                                                        |
|  | Phthiraptera (poux)                                                                    |
|  |                                                                                        |

|  | Liposcelididae (poux de livre) |
|  |                                |
|  | Phthiraptera (poux)            |
|  |                                |

|  | Sphaeropsocidae                                                                        |
|  |                                                                                        |
|  | \| \| Liposcelididae (poux de livre) \| \| \| \| \| \| Phthiraptera (poux) \| \| \| \| |
|  |                                                                                        |
|  | Liposcelididae (poux de livre)                                                         |
|  |                                                                                        |
|  | Phthiraptera (poux)                                                                    |
|  |                                                                                        |

|  | Liposcelididae (poux de livre) |
|  |                                |
|  | Phthiraptera (poux)            |
|  |                                |

|  | Sphaeropsocidae                                                                        |
|  |                                                                                        |
|  | \| \| Liposcelididae (poux de livre) \| \| \| \| \| \| Phthiraptera (poux) \| \| \| \| |
|  |                                                                                        |
|  | Liposcelididae (poux de livre)                                                         |
|  |                                                                                        |
|  | Phthiraptera (poux)                                                                    |
|  |                                                                                        |

|  | Liposcelididae (poux de livre) |
|  |                                |
|  | Phthiraptera (poux)            |
|  |                                |

|  | Sphaeropsocidae                                                                        |
|  |                                                                                        |
|  | \| \| Liposcelididae (poux de livre) \| \| \| \| \| \| Phthiraptera (poux) \| \| \| \| |
|  |                                                                                        |
|  | Liposcelididae (poux de livre)                                                         |
|  |                                                                                        |
|  | Phthiraptera (poux)                                                                    |
|  |                                                                                        |

|  | Liposcelididae (poux de livre) |
|  |                                |
|  | Phthiraptera (poux)            |
|  |                                |

|                 | Coleorrhyncha |
|                 | |
| Auchenorrhyncha | \| \| Fulgoromorpha (cicadelles) \| \| \| \| \| \| Cicadomorpha (cigales, cicadelles, cercopes, etc) \| \| \| \| |
|                 | \| \| Fulgoromorpha (cicadelles) \| \| \| \| \| \| Cicadomorpha (cigales, cicadelles, cercopes, etc) \| \| \| \| |
|                 | Fulgoromorpha (cicadelles)                                                                                       |
|                 | |
|                 | Cicadomorpha (cigales, cicadelles, cercopes, etc)                                                                |
|                 | |

|  | Fulgoromorpha (cicadelles)                        |
|  |                                                   |
|  | Cicadomorpha (cigales, cicadelles, cercopes, etc) |
|  |                                                   |

|                 | Coleorrhyncha |
|                 | |
| Auchenorrhyncha | \| \| Fulgoromorpha (cicadelles) \| \| \| \| \| \| Cicadomorpha (cigales, cicadelles, cercopes, etc) \| \| \| \| |
|                 | \| \| Fulgoromorpha (cicadelles) \| \| \| \| \| \| Cicadomorpha (cigales, cicadelles, cercopes, etc) \| \| \| \| |
|                 | Fulgoromorpha (cicadelles)                                                                                       |
|                 | |
|                 | Cicadomorpha (cigales, cicadelles, cercopes, etc)                                                                |
|                 | |

|  | Fulgoromorpha (cicadelles)                        |
|  |                                                   |
|  | Cicadomorpha (cigales, cicadelles, cercopes, etc) |
|  |                                                   |

|                 | Coleorrhyncha |
|                 | |
| Auchenorrhyncha | \| \| Fulgoromorpha (cicadelles) \| \| \| \| \| \| Cicadomorpha (cigales, cicadelles, cercopes, etc) \| \| \| \| |
|                 | \| \| Fulgoromorpha (cicadelles) \| \| \| \| \| \| Cicadomorpha (cigales, cicadelles, cercopes, etc) \| \| \| \| |
|                 | Fulgoromorpha (cicadelles)                                                                                       |
|                 | |
|                 | Cicadomorpha (cigales, cicadelles, cercopes, etc)                                                                |
|                 | |

|  | Fulgoromorpha (cicadelles)                        |
|  |                                                   |
|  | Cicadomorpha (cigales, cicadelles, cercopes, etc) |
|  |                                                   |

|                 | Coleorrhyncha |
|                 | |
| Auchenorrhyncha | \| \| Fulgoromorpha (cicadelles) \| \| \| \| \| \| Cicadomorpha (cigales, cicadelles, cercopes, etc) \| \| \| \| |
|                 | \| \| Fulgoromorpha (cicadelles) \| \| \| \| \| \| Cicadomorpha (cigales, cicadelles, cercopes, etc) \| \| \| \| |
|                 | Fulgoromorpha (cicadelles)                                                                                       |
|                 | |
|                 | Cicadomorpha (cigales, cicadelles, cercopes, etc)                                                                |
|                 | |

|  | Fulgoromorpha (cicadelles)                        |
|  |                                                   |
|  | Cicadomorpha (cigales, cicadelles, cercopes, etc) |
|  |                                                   |

|                 | Coleorrhyncha |
|                 | |
| Auchenorrhyncha | \| \| Fulgoromorpha (cicadelles) \| \| \| \| \| \| Cicadomorpha (cigales, cicadelles, cercopes, etc) \| \| \| \| |
|                 | \| \| Fulgoromorpha (cicadelles) \| \| \| \| \| \| Cicadomorpha (cigales, cicadelles, cercopes, etc) \| \| \| \| |
|                 | Fulgoromorpha (cicadelles)                                                                                       |
|                 | |
|                 | Cicadomorpha (cigales, cicadelles, cercopes, etc)                                                                |
|                 | |

|  | Fulgoromorpha (cicadelles)                        |
|  |                                                   |
|  | Cicadomorpha (cigales, cicadelles, cercopes, etc) |
|  |                                                   |

|                 | Coleorrhyncha |
|                 | |
| Auchenorrhyncha | \| \| Fulgoromorpha (cicadelles) \| \| \| \| \| \| Cicadomorpha (cigales, cicadelles, cercopes, etc) \| \| \| \| |
|                 | \| \| Fulgoromorpha (cicadelles) \| \| \| \| \| \| Cicadomorpha (cigales, cicadelles, cercopes, etc) \| \| \| \| |
|                 | Fulgoromorpha (cicadelles)                                                                                       |
|                 | |
|                 | Cicadomorpha (cigales, cicadelles, cercopes, etc)                                                                |
|                 | |

|  | Fulgoromorpha (cicadelles)                        |
|  |                                                   |
|  | Cicadomorpha (cigales, cicadelles, cercopes, etc) |
|  |                                                   |

|                 | Coleorrhyncha |
|                 | |
| Auchenorrhyncha | \| \| Fulgoromorpha (cicadelles) \| \| \| \| \| \| Cicadomorpha (cigales, cicadelles, cercopes, etc) \| \| \| \| |
|                 | \| \| Fulgoromorpha (cicadelles) \| \| \| \| \| \| Cicadomorpha (cigales, cicadelles, cercopes, etc) \| \| \| \| |
|                 | Fulgoromorpha (cicadelles)                                                                                       |
|                 | |
|                 | Cicadomorpha (cigales, cicadelles, cercopes, etc)                                                                |
|                 | |

|  | Fulgoromorpha (cicadelles)                        |
|  |                                                   |
|  | Cicadomorpha (cigales, cicadelles, cercopes, etc) |
|  |                                                   |

|                 | Coleorrhyncha |
|                 | |
| Auchenorrhyncha | \| \| Fulgoromorpha (cicadelles) \| \| \| \| \| \| Cicadomorpha (cigales, cicadelles, cercopes, etc) \| \| \| \| |
|                 | \| \| Fulgoromorpha (cicadelles) \| \| \| \| \| \| Cicadomorpha (cigales, cicadelles, cercopes, etc) \| \| \| \| |
|                 | Fulgoromorpha (cicadelles)                                                                                       |
|                 | |
|                 | Cicadomorpha (cigales, cicadelles, cercopes, etc)                                                                |
|                 | |

|  | Fulgoromorpha (cicadelles)                        |
|  |                                                   |
|  | Cicadomorpha (cigales, cicadelles, cercopes, etc) |
|  |                                                   |